# Rijksbeschermd gezicht Oude en Nieuwe Bildtdijken
Gezicht Oude en Nieuwe Bildtdijken is een van rijkswege beschermd dorpsgezicht in Sint Annaparochie in de Nederlandse provincie Friesland. De procedure voor aanwijzing werd gestart op 27 februari 2009. Het gebied is in 2015 definitief aangewezen. Het beschermd gezicht beslaat een oppervlakte van 2075,2 hectare.
Panden die binnen een beschermd gezicht vallen krijgen niet automatisch de status van beschermd monument. Wel zal de gemeente het bestemmingsplan aanpassen om nieuwe ontwikkelingen in het gebied te reguleren. De gezichtsbescherming richt zich op de stedenbouwkundige en cultuurhistorische waardering van een gebied en wil het toekomstig functioneren daarvan veiligstellen.